# Hanna Rosin
Hanna Rosin est une journaliste américaine.

## Biographie
Hanna Rosin naît en 1970 en Israël et grandit dans le Queens, à New York, où son père exerce la profession de chauffeur de taxi. Elle étudie à la Stuyvesant High School, d'où elle sort diplômée en 1987 et après y avoir remporté de nombreuses compétitions avec l'équipe des débats à laquelle elle appartenait . Elle entre ensuite à l'université Stanford et épouse David Plotz (en) le rédacteur en chef du magazine en ligne Slate.  
Elle est co-animatrice du programme radio Invisibilia (en) de la National Public Radio avec Alix Spiegel (en) et Lulu Miller (en), et depuis 2023, animatrice du podcast Radio Atlantic sur The Atlantic.
Hanna Rosin est cofondatrice de DoubleX.

## Publications
- (en) God's Harvard : A Christian College on a Mission to Save America, Houghton Mifflin Harcourt, 304 p. (ISBN 9780156035361, lire en ligne)[7]
- (en) The End of Men : And the Rise of Women, Penguin Books Limited, 2012, 336 p. (ISBN 9780241964415, lire en ligne)
- et sa traduction The End of Men : Voici venu le temps des femmes  (trad. Myriam Dennehy), Autrement, 2013, 189 p. (ISBN 9782746735439, lire en ligne)[8]